# Herinneringsmedaille 1870-1871 van de Nederlandsche Vereeniging tot het verleenen van hulp aan zieke en gewonde krijgslieden in tijd van oorlog

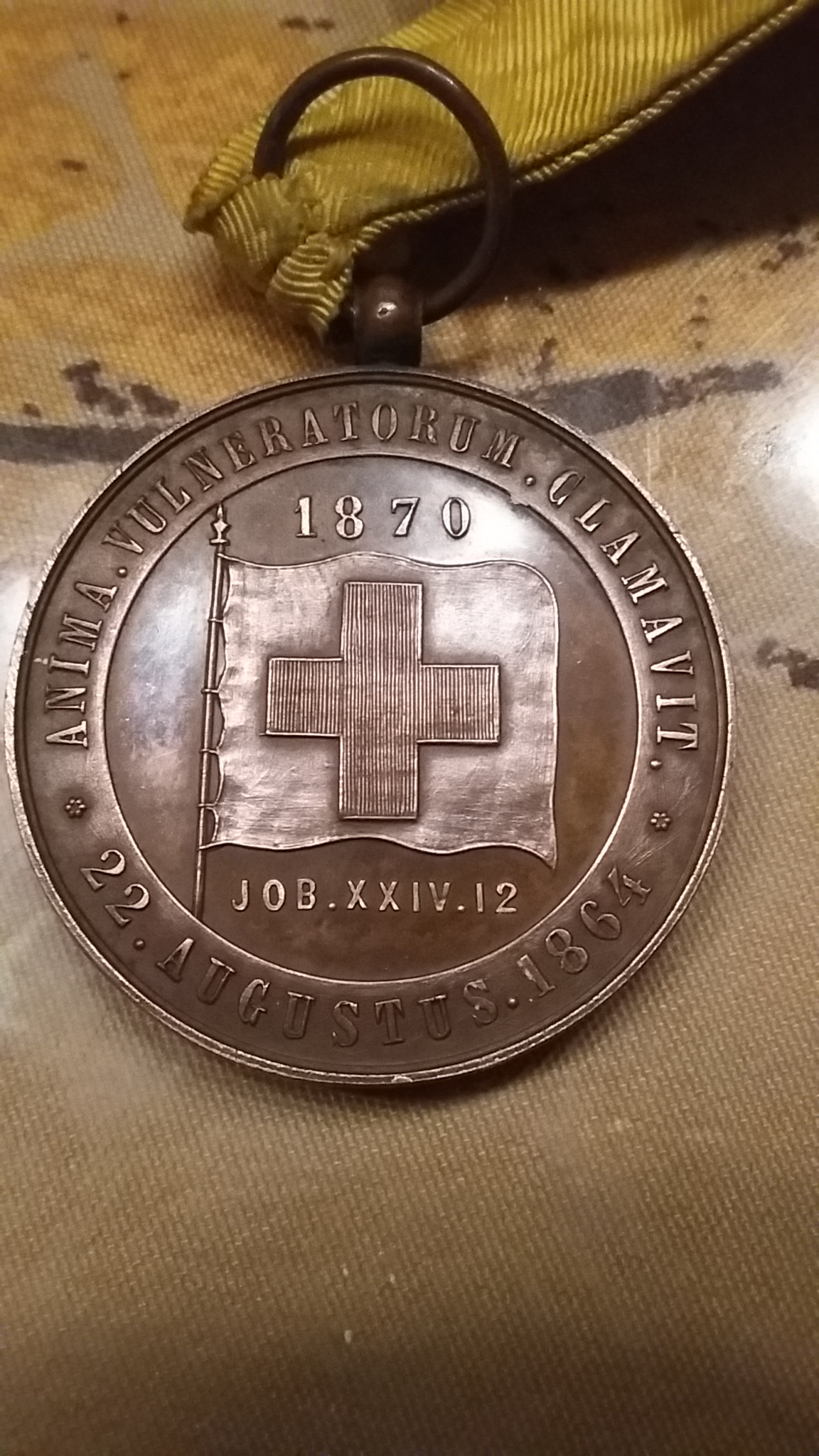
Herinneringsmedaille 1870-1871 Voorzijde

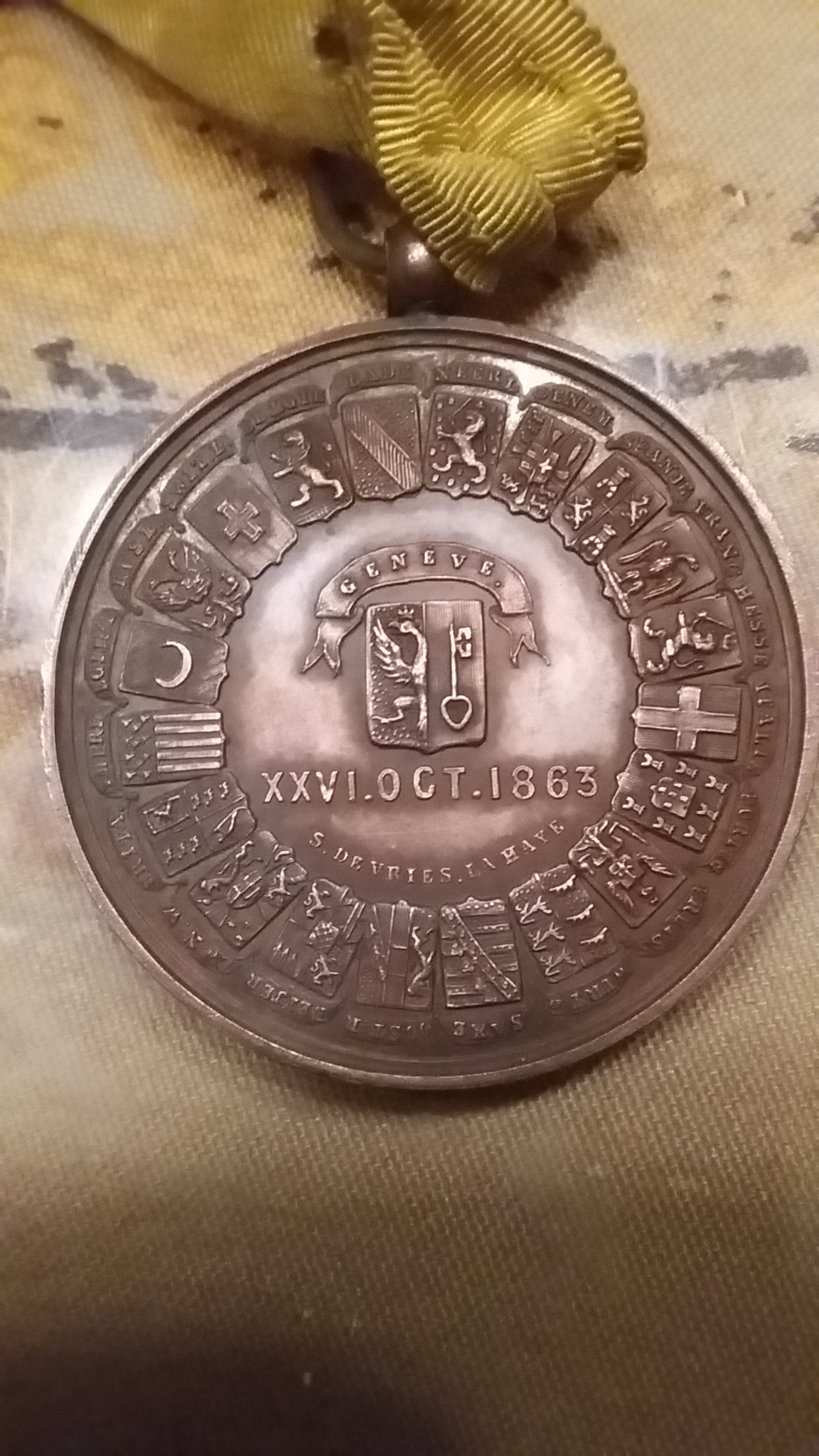
Herinneringsmedaille 1870-1871 achterzijde

De Herinneringsmedaille 1870-1871 van de Nederlandsche Vereeniging tot het verleenen van hulp aan zieke en gewonde krijgslieden in tijd van oorlog, om begrijpelijke redenen meestal "Medaille des Konings" genoemd, werd in opdracht van Koning Willem III geslagen. De koning hield van medailles en stichtte tijdens zijn regering een groot aantal medailles voor kunst, liefdadigheid of nijverheid. De Nederlandse regering werd niet bij deze koninklijke patronage betrokken en de door de koning verafschuwde Ministeriële verantwoordelijkheid werd omzeild.
Tijdens de Frans-Pruisische oorlog van 1870-1871 was Nederland neutraal. Uit medeleven met de oorlogsslachtoffers stelde Koning Willem III het hoofdcomité van de Nederlandsche Vereeniging tot het verleenen van hulp aan zieke en gewonde krijgslieden in tijd van oorlog (zoals het Nederlandse Rode Kruis toen nog heette) in het bezit van een driehonderdtal medailles in brons en goedkoop witmetaal om "uit te reiken aan hen, die gedurende de oorlog, in functie van de Vereeniging, verbonden waren geweest en op de slagvelden of in de hospitalen dienst hebben gedaan".
Op initiatief van de graveur S. de Vries uit Den Haag werden ook legpenningen, naar het model van de draagmedaille, vervaardigd en aan het publiek verkocht ten bate van de oorlogsslachtoffers. Deze legpenningen waren verkrijgbaar in goud, zilver en brons.
Er zijn 208 bronzen en 57 wit metalen medailles uitgereikt. De witmetalen of "Berlijns zilveren" medailles waren voor de dames bestemd, de goedkope imitaties moesten voor zilver doorgaan.Heren kregen bronzen medailles. De lijst  met de namen van de gedecoreerden is bewaard gebleven.
De gedecoreerde heren werkten volgens opgaven in Mannheim, Le Havre en " Düsseldorp", dus aan beide zijden van het front. Het organiserend comité in Nederland en in Nederlands-Indië werd overigens ook met medailles bedacht. Onder de gedecoreerden is zowel de "afgevaardigde" mr. H.F. baron van Zuylen van Nyevelt als verplegers. 
Verder zijn er tal van doctoren in de genees- en heelkunde, officieren van gezondheid, genees- en heelmeesters, candidaten in de genees- en heelkunde en geleiders van goederen op de lijst vermeld. Van een aantal gedecoreerden staat alleen vermeld dat zij "Met bijzondere verrigtingen belast geweest".
De dragers van de witmetalen medaille zijn allen van het vrouwelijk geslacht. In de 19e eeuw maakte men daarbij een strikt onderscheid tussen vrouwen en dames en op de lijst van gedecoreerden komen "Dames-verpleegsters" zoals de gravin van Bylandt-van Lijnden van Hemmen naast verpleegsters voor. Verder zijn er vrouwelijke "geleiders van goederen", diaconessen en twee, kennelijk Franse, "Souers de Charité" die als "Dames verpleegster" werden ingeschaald.
Ook de in Nederlands-Indië wonende mevrouw W.L.C.Nieuwenhuijzen-Sijthoff van Kervel van het Centraal Comité te Batavia werd bij het verlenen van medailles niet vergeten.

## De vormgeving van de medaille
Het is een ronde medaille met aan de voorzijde een afbeelding van een vlag met het Kruis van Genève waarboven het jaartal "1870" is geplaatst. Onder de vlag staat te lezen: "JOB.XXVI.12". In het randschrift staat een Latijns citaat uit dat boek van het Oude Testament; "ANIMA VULNERATORUM CLAMAVIT" ("De ziel der gewonden schreeuwt het uit") met de datum "22 AUGUSTUS 1864" (de dag waarop de eerste Conventie van Genève werd getekend).
De keerzijde van de medaille vertoont in het midden het wapenschild van Genève en op een lint daarboven staat de naam van de stad. Onder het wapenschild is de datum "XXVI.OCT.1863" te lezen. Dat was de datum waarop Henri Dunant de eerste Internationale Conferentie over de zorg voor oorlogsslachtoffers in Genève bijeenriep.
Rond de rand van de medaille staan de wapenschilden van die landen die in 1871 een nationale Rode Kruis-organisatie bezaten. Dat waren Nederland, Denemarken, Spanje, Frankrijk, Hessen, Italië, Portugal, Pruisen, Württemberg, Saksen, Oostenrijk, Beieren, Zweden en Noorwegen, het Verenigd Koninkrijk, De Verenigde Staten van Amerika, Egypte, Rusland, Zwitserland, België en het Groothertogdom Baden.
De medaille werd aan een oranje lint dat 7 millimeter breed was "en sautoir", dus om de hals, gedragen. De medaille is zwaar en de bevestiging, een opvallend groot oog en een zware ring van brons of witmetaal is, vergeleken met andere onderscheidingen,erg plomp uitgevoerd.
Van de bronzen medailles zijn ook miniaturen bekend met een middellijn van 16,5 millimeter.